# 可可脂

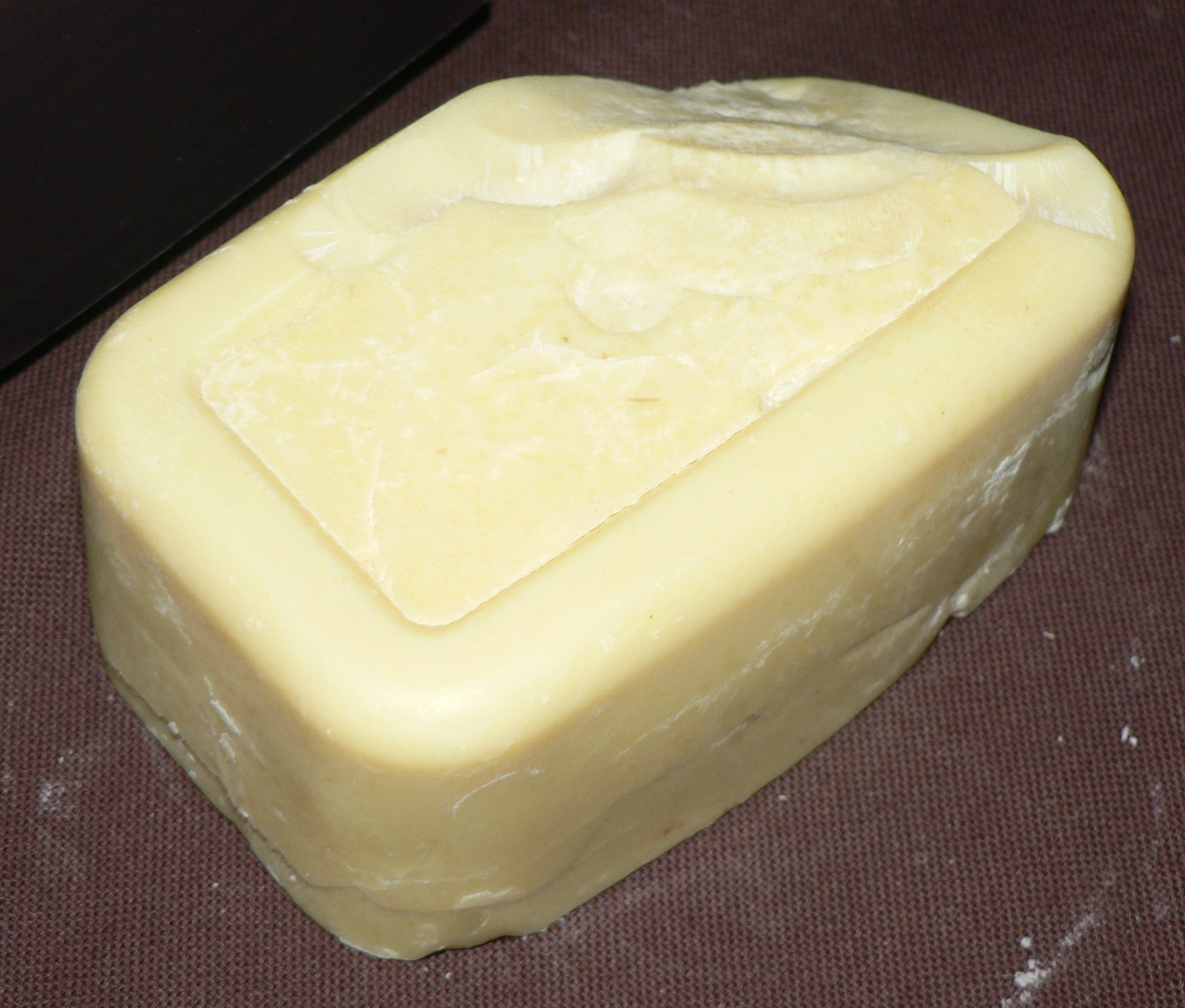
可可脂

可可脂（英語：cocoa butter），也称作“可可油”，是在製作巧克力和可可粉的過程中自可可豆榨取的天然植物性可食用油脂，它占可可豆50-57%的重量，並赋予了巧克力独特的入口即化口感。可可脂的主要成分是57%－64%的饱和脂肪酸（主要是硬脂酸和棕榈酸，以及少量的十烷酸、肉豆蔻酸、花生酸、月桂酸），29%－43%的单不饱和脂肪酸（主要是油酸）、0%－5%的多不饱和脂肪酸（亚油酸、亚麻酸），仅有痕量的可可碱与咖啡因。可可脂是主要由约48%的1-棕榈酰-2-油酰-3-硬脂酸酯（POS），约26%的1,3-硬脂酰-2-油酸酯（SOS）和约12%的1,3-棕榈酰-2-油酸酯（POP）及其他多种甘三酯作为基本组成成分的物质。可可脂只有淡淡的巧克力味道和香氣，是製作真正巧克力其中一項原料。一般稱為白巧克力的糖果便是以其替代一般可可豆而製成的。
可可脂的熔點約為攝氏34－38度（華氏93-100度），因此巧克力在室溫時是固體，而又能很快在口中融化。
可可脂是已知最穩定的食用油，含有能防止變質的天然抗氧化劑，令它能儲存2年到5年，这使它也被用於食品以外的用途。它潤滑的質感和香甜的氣味，使之成为不少化妝品和護膚用品如肥皂和沐浴露會用到的原料。據說它能增強日晒古銅皮膚效果和遮掩疤痕，雖然不肯定成效。它亦有用作肛用藥的潤滑劑。
可可脂有α、γ、β'和β結晶，熔點分別為17、23、26和35－37 °C。製作巧克力通常只會用到熔點最高的β結晶，而單一結晶結構會令質地細滑。

## 外部連結
- New Directions Nacional Cocoa Butter （页面存档备份，存于）
- 巧克力 （页面存档备份，存于）